# Kyriakos Charalambides

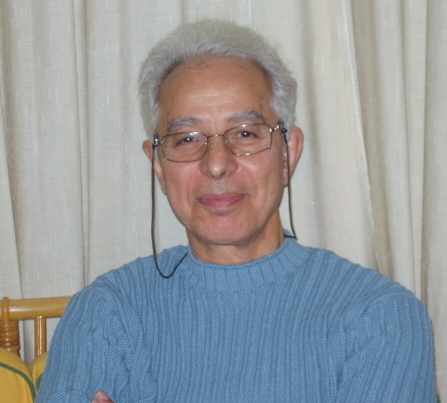
Kyriakos Charalambides

Kyriakos Charalambides (gr. Κυριάκος Χαραλαμπίδης) (ur. 31 stycznia 1940 w Achnie) – grecki poeta pochodzenia cypryjskiego, jeden z najbardziej rozpoznawalnych greckich pisarzy i poetów. Jego prace odznaczają się wpływem kultury zachodniej, nie zapomina jednak o korzeniach, wpisując się w tradycję współczesnych poetów greckich: Konstandinosa Kawafisa, Jorgosa Seferisa czy Odiseasa Elitisa, lecz z własnymi motywami cypryjskimi.
Studiował archeologię na Uniwersytecie Ateńskim w latach 1958–1964 oraz aktorstwo w szkole dramatycznej Greckiego Teatru Narodowego (1962–63). Był dyrektorem programowym kanałów radiowych Cyprus Broadcasting Corporation do 1997 roku. W 2008 został wybrany do rady Uniwersytetu Cypryjskiego.